# Kaaimaneilanden op de Gemenebestspelen

Vlag van de Kaaimaneilanden

De Kaaimaneilanden is een eilandengroep die deelneemt aan de Gemenebestspelen (of Commonwealth Games). Sinds 1978 hebben de Kaaimaneilanden twaalfmaal deelgenomen. In totaal over deze twaalf edities wonnen ze twee medailles.

## Medailles
| Kaaimaneilanden op de Gemenebestspelen | Kaaimaneilanden op de Gemenebestspelen | Kaaimaneilanden op de Gemenebestspelen | Kaaimaneilanden op de Gemenebestspelen | Kaaimaneilanden op de Gemenebestspelen | Kaaimaneilanden op de Gemenebestspelen |
| -------------------------------------- | -------------------------------------- | -------------------------------------- | -------------------------------------- | -------------------------------------- | -------------------------------------- |
| Jaar                                   | Goud                                   | Zilver                                 | Brons                                  | Totaal                                 | Rang                                   |
| 1978                                   | -                                      | -                                      | -                                      | -                                      | /                                      |
| 1982                                   | -                                      | -                                      | -                                      | -                                      | /                                      |
| 1986                                   | -                                      | -                                      | -                                      | -                                      | /                                      |
| 1990                                   | -                                      | -                                      | -                                      | -                                      | /                                      |
| 1994                                   | -                                      | -                                      | -                                      | -                                      | /                                      |
| 1998                                   | -                                      | -                                      | -                                      | -                                      | /                                      |
| 2002                                   | -                                      | -                                      | 1                                      | 1                                      | 33                                     |
| 2006                                   | -                                      | -                                      | -                                      | -                                      | /                                      |
| 2010                                   | 1                                      | -                                      | -                                      | 1                                      | 22                                     |
| 2014                                   | -                                      | -                                      | -                                      | -                                      | /                                      |
| 2018                                   | -                                      | -                                      | -                                      | -                                      | /                                      |
| 2022                                   | -                                      | -                                      | -                                      | -                                      | /                                      |